# Treehouse of Horror XXX
Treehouse of Horror XXX, titulado La Casita del Horror XXX en Hispanoamérica y La Casa-árbol del terror XXX en España, es el cuarto episodio de la trigesimoprimera temporada de la serie de televisión animada Los Simpson, y el episodio 666 así como el trigésimo especial de Halloween de la serie en general. Se estrenó el 20 de octubre de 2019 en Estados Unidos, el 6 de septiembre de 2020 en Hispanoamérica y el 10 de junio de 2021 en abierto en España.

## Argumento

### Secuencia de apertura
En una parodia a la película La profecía, es Halloween y Marge está dando a luz a un nuevo bebé, cuando de su vientre sale un niño inesperado. Homer está aterrorizado por la perspectiva de un segundo Bart (que está completando un texto en una pared con graffiti para decir "erección"), por lo que le pide al Dr. Hibbert que cambie al bebé, a lo que Hibbert les da a Maggie, pero le advierte "Ella dio positivo en una prueba de maldad". Maggie demuestra sus poderes estrangulando a Hibbert y luego colocándolo en la incubadora de bebés y haciéndolo subir hasta los 1.800 °F, incinerándolo. La llevan a casa y ella hace que la cabeza de los juguetes gire y gire hasta toda la pelusa de adentro estalla, quema los carteles que Homer coloca en la pared y come y escupe un pájaro en la cara. Homer comienza a reflexionar si fue la decisión correcta. En su cumpleaños, ella quema los cabellos de Gerald y hace que Kearney, Shauna y Dolph se cuelga de la ventana y Ned decide que es hora de detener esto, especialmente después de que ella convierte a Rod y Todd en chicos malos, diciendo que realizará tres funerales esa noche. En la catedral, Marge detiene a Ned, pero él advierte a ellos que lleva la marca de la Bestia. Él encuentra una marca de Mickey Mouse, antes de cambiar al correcto, el número de la Bestia 666. Al no haber sido asesinada, destruye el techo de la catedral y empala a Homer, Marge y Ned, luego de lo cual aparece el nombre del episodio, más un título que anuncia que es el episodio número 666.

### Danger Things
El segmento es una parodia a la primera temporada de la serie de Netflix Stranger Things, con Milhouse como Will, Bart como Mike, Nelson como Dustin y Lisa como Once.
En los años 80, en la casa del árbol de Bart, Bart juega un videojuego de E.T., con Martin, Milhouse y Nelson. Después de terminar un juego, los niños bajan de la casa del árbol con sus "pantalones paracaídas" y luego se separan para regresar a casa en sus bicicletas, cuando Milhouse es atacado.
Luann y Kirk se preocupan porque no ha vuelto a casa, y Kirk comienza a romper la pared tratando de encontrarlo. La policía encuentra su bicicleta cerca del bosque, mientras Kirk coloca letras en la pared para ver si está en otra dimensión y puede comunicarse con ellos.
Como Milhouse se ha ido, Luann confiesa que está teniendo una aventura, y Disco Stu baja las escaleras y revela que es él. Milhouse envía un SOS con las cartas pero debido a los problemas que están teniendo lo envían a él y sus luces "en su habitación".
En casa de los Simpson, Lisa recibe una llamada de Milhouse, pero una vez que ella dice que no le gusta como novio, él cuelga. Lisa va al centro comercial Starcourt, cuyo letrero es invadido por ratas para convertirse en el centro comercial Ratscourt. Los niños están jugando en la sala de juegos y ella les informa que Milhouse está atrapado en la otra dimensión, y él los llama desde el videojuego que Bart estaba jugando.
Van al laboratorio del profesor Frink para encontrar una manera de entrar, y Lisa usa un tanque de privación sensorial para encontrar a Milhouse. En Over Under, Lisa encuentra a Milhouse, pero los Demogorgons los detectan y le arrancan la pierna izquierda cuando no deja de hablar.
Intentan escapar de los Demogorgons en la ciudad, mientras otros monstruos devastan la ciudad. Lisa revela que tiene poderes psíquicos, pero están atrapados hasta que Homer los salva con un lanzallamas, diciendo que fue el Sr. Burns quien abrió el portal para encontrar monstruos para un proyecto secreto del gobierno. Homer les informa que están todos atrapados en la dimensión, por lo que se sientan en el sofá antes de descubrir que hay una versión de Ned Flanders del Demogorgon y lo quema.

### Heaven Swipes Right
En una parodia a la película El cielo no puede esperar, en el Estadio Atoms de Springfield, Homer, Moe, Lenny y Carl están viendo el partido de Springfield Atoms vs Shelbyville Shelbyvillians, y cuando la multitud comienza a gritar, un perrito caliente termina asfixiando a Homer. Al llegar al cielo, se encuentra con St. Greeter, quien le da la bienvenida con el juego de palabras con su nombre, pero Homer no perdona el juego de palabras, por lo que es condenado al infierno. Homer descubre que Dios vendió el cielo a Google, antes de descubrir que murió antes de tiempo, pero no puede ser enviado de regreso a la Tierra en su cuerpo debido a la descomposición. Podría decidir que podría vivir la vida de un hombre que iba a morir ese día, por lo que Homer elige el cuerpo de un jugador de fútbol. Va a Marge y ella ama el nuevo cuerpo, pero lo arruina en una noche. Bart y Marge lo convencen de que juzgue al superintendente Chalmers como el próximo cuerpo. En la escuela, Homer hace que Skinner le dé a Bart todos los As y retuerza su pezón hasta que esté de un color morado oscuro, y luego va a su casa solo para ver que gana muy poco dinero y cambia nuevamente, pero Marge ha tenido suficiente. Homer tiene que conformarse con un solo cuerpo y dejar de cambiar, por lo que elige el del hombre que la ama tanto como él, Moe, sin embargo Moe se encuentra en el cuerpo de Maggie y le informa que tiene sed.

### When Hairy Met Slimy
Una parodia a la película La forma del agua de Guillermo Del Toro, con Selma como Elisa y Kang como el hombre anfibio.
En la Planta de Energía Nuclear, Selma entra por una puerta de máxima seguridad para fumar un cigarrillo y se encuentra en un laboratorio, donde conoce a Kang y se enamoran. Después de ofrecer el secreto de la energía limpia y natural, el Sr. Burns quiere diseccionarlo, por lo que huyen para ir a una galaxia lejana, con la muy agradecida ayuda de Homer.
Selma y Homer sacan a escondidas a Kang en un contenedor de basura lleno de ratas, pero Burns las encuentra. Kang muerde la cabeza de Smithers y noquea a Burns, con Barney conduciendo al trío en su coche. Burns y los militares lo siguen, pero su conductor recibe un disparo mientras huyen al monte Springfield. Pensando que están a salvo, Kodos llega con un barco, pero se produce un tiroteo y Selma recibe un golpe en el estómago.
Kang luego saca el guante infinito de Thanos para eliminar a todos los militares, y cuando Burns sobrevive, lo golpea con una lata. Kang luego cura a Selma y le dice que está embarazado.
Patty llega, protestando que son demasiado diferentes, que son de diferentes signos del zodiaco, pero Kang señala que es de Sagitario. Patty le ruega que no se vaya, pero se enamora de Kodos. Vuelan al espacio y se encuentran en el planeta de la luna de miel, en la estación fría, donde hace 4,000 °F.
El episodio termina con un collage de clips de especiales de Halloween anteriores de Los Simpson, así como clips de todos los 666 episodios de la serie en general.

## Cultura Popular
En la secuencia de apertura dónde Maggie es a punto de ser sacrificada por Ned, se muestra el interior de la Catedral de Notre Dame en Paris, en la escena donde Maggie flota en medio del cuadro, se ve al fondo la imagen de la Catedral de Notre dame, con el techo destruido tal y como quedó después del Incendio de la catedral de Notre Dame de París el 15 de abril del 2019. Dicha imagen es igual a una de las fotografías que fueron difundidas a través de internet así como de distintos medios de comunicación.

## Recepción
El episodio fue moderadamente bien recibido por la crítica. AV Club le dio una calificación general de B-, y dijo que "Treehouse of Horror XXX / 666" es solo el ejercicio anual de terror de Los Simpson"." Frightday quedó menos impresionado y dijo "Es difícil criticar a un episodio de la serie de Los Simpson sin sonar como un anciano gritando a una nube, pero esta entrega fue una gran decepción". Den of Geek calificó este episodio 4.5 de 5 estrellas.